# Zim Ngqawana
Zim Ngqawana (Port Elizabeth, 25 december 1959 – Johannesburg, 10 mei 2011) was een Zuid-Afrikaans jazz-fluitist, -saxofonist en -drummer. Hij mengde traditionele Afrikaanse muziek en dancegrooves met de jazzstijl modern creative.

## Leven
Hoewel Ngqawana van school afging voordat hij een diploma behaalde, werd hem toch de mogelijkheid geboden te studeren aan de Rhodes-universiteit in Grahamstad in Oost-Kaap. Later studeerde hij af in jazz aan de Universiteit van Natal.
Dankzij de International Association of Jazz Educators Convention kon hij een workshop volgen van Max Roach en Wynton Marsalis. Aansluitend ontving hij een studiebeurs voor de Universiteit van Massachusetts.
Bij zijn terugkeer naar Zuid-Afrika begin jaren negentig werkte hij met Hugh Masekela en Abdullah Ibrahim. Hij richtte zijn eigen kwartet op, Zimology, het octet Ingoma en de grote formatie Drums for Peace. Met deze groep trad hij voor het eerst op in 1994 tijdens de beëdiging van Nelson Mandela als president.
In 1996 werkte hij in Noorwegen met Bjørn Ole Solburg en diens San Ensemble. Hij trad op tijdens tournees in de Verenigde Staten (1995), Zwitserland (2007, 2008). Duitsland (2008) en België (2008, tijdens Parkjazz in Kortrijk). Verder is hij in de documentaire Giant Steps uit 2005 te zien in een duet met dichter Lefifi Tladi.
Hij componeerde muziek voor de Free Flight Dance Company, produceerde werk van
Hotep Idris Galeta en werkte als drummer voor de Moving into Dance Company. In Johannesburg richtte hij het Zimology Institute op om jonge jazzmusici op te leiden.
In 2002 werd zijn album Zimology in Concert bekroond met een South African Music Awards (SAMA) als beste traditionele jazzalbum.

## Discografie
- 1998: Zimology
- 1999: Ingoma
- 2001: Zimphonic Suites
- 2004: Vadzimu
- 2007: Live at Bird’s Eye
- 2008: Zimology in Concert

- International Standard Name Identifier: 0000 0000 4726 1495
- Library of Congress Control Number: no2007150824
- MusicBrainz: edf8bab3-1ad5-4583-ab51-bd8a7394a409
- Virtual International Authority File: 66264978
- WorldCat: E39PBJhmPq8ck8hmJmxDWkyWXd